# Harrislee
Harrislee (tiếng Đan Mạch: Harreslev) là một đô thị thuộc huyện Schleswig-Flensburg, trong bang Schleswig-Holstein, nước Đức. Đô thị Harrislee có diện tích 18,92 km², dân số thời điểm 31 tháng 12 năm 2006 là 11.354 người. Đô thị này tọa lạc bên border with Đan Mạch, khoảng 4 km về phía tây bắc của Flensburg.